# Campos Challenger 1987
Il Campos Challenger 1987 è stato un torneo di tennis facente parte della categoria ATP Challenger Series nell'ambito dell'ATP Challenger Series 1987. Il torneo si è giocato a Campos do Jordão in Brasile dal 27 luglio al 2 agosto 1987 su campi in terra rossa.

## Vincitori

### Singolare
Luiz Mattar ha battuto in finale  Cássio Motta con il punteggio di 6–3, 6–1

### Doppio
Ivan Kley /  João Soares hanno battuto in finale  Carlos Kirmayr /  Danilo Marcelino con il punteggio di 6–2, 7–6